# Adolf Branald
Adolf Branald (4. října 1910, Praha – 28. září 2008, tamtéž) byl český spisovatel, autor románů, povídek, reportáží, knih pro děti a mládež a divadelních her pro ochotníky.

## Život
Adolf Branald se narodil v herecké kočovné rodině. Jeho otec Richard František Branald (1878–1950) byl herec, režisér a dramatik, matka Marie Branaldová (1887–1962) byla herečka. Dětství prožil v Praze, v Plzni a na cestách s rodiči, kteří vystupovali s činoherními, operetními a operními společnostmi. Tvrdí se o něm, že byl první dětská filmová hvězda v Čechách, protože jako dítě hrál v několika němých filmech: například ve dvou dnes již ztracených filmech svého otce Československý Ježíšek (1918) a Aloisův los (1919), nebo ve filmu Venoušek a Stázička (1922) režiséra Svatopluka Innemanna.
Roku 1929 maturoval na obchodní akademii, poté vystřídal velké množství zaměstnání. Byl úředníkem v bance, obchodním zástupcem olejářské firmy, klavíristou v kině, knihkupcem a od roku 1936 do roku 1945 výpravčím na různých železničních stanicích. Po skončení druhé světové války pracoval jako tiskový referent na ministerstvu dopravy a v letech 1952–1959 jako redaktor nakladatelství Československý spisovatel a od roku 1959 byl spisovatelem na volné noze. Roku 1948 vstoupil do KSČ, ale v roce 1969 ze strany vystoupil, takže za normalizace nemohl v sedmdesátých letech publikovat.
Svou literární dráhu zahájil již před druhou světovou válkou řadou divadelních her pro ochotníky, které psal většinou se svým otcem a k nimž také často skládal i hudbu. Jako prozaik debutoval roku 1947 románem Stříbrná paruka. Již v této kronice hereckého rodu se objevuje jeho hlavní tvůrčí metoda, která dává jeho dílům mnohdy až reportážní charakter: propojení faktografie a fabulovaných příběhů hrdinů, kteří chápou své povolání jako životní poslání. Publikoval také v mnoha novinách a časopisech (Nový život, Svobodné slovo, Literární noviny, Svět práce, Plamen, Divadlo, Zlatý máj a další). Řada jeho děl byla zfilmována.
Roku 1965 obdržel Branald titul zasloužilý umělec, v roce 1996 mu byla udělena Cena PEN klubu za celoživotní dílo a roku 2003 Cena Miroslava Ivanova za literaturu faktu. Roku 2008 byl in memoriam vyznamenán Medailí Za zásluhy I. stupně.

## Dílo

### Divadelní hry
- Rézinka od pěchoty (1932) společně se svým otcem Richardem Františkem Branaldem.
- Neptej se, proč tě líbám (1932), společně se svým otcem.
- Vstup do srdce zakázán (1932), společně se svým otcem.
- Dcerušky tatíka Berušky (1933), společně se svým otcem.
- Naše tchyně odzbrojuje (1933), společně se svým otcem.
- Zamilovaná babička (1933), společně se svým otcem.
- Veselá vojna (1934), společně se svým otcem.
- Márinka ze staré myslivny (1934), společně se svým otcem.
- Láska na konci vesnice (1934), společně se svým otcem.
- Nestyď se, tatínku... (1934).
- Svatební manévry (1934), společně se svým otcem.
- Dva vojáci od muziky (1935), společně se svým otcem.
- Anča komediantka (1937).
- A v tom zámku byla panna (1937).
- Král muzikantů (1938).
- Velká noční hudba (1958), rozhlasová hra.
- Mařenka z Arény (1985), dramatizace povídky Zlaté stíny o operetní zpěvačce a herečce Mařence Zieglerové.

### Próza
- Stříbrná paruka (1947), román, zachycující osudy několika generací kočujících herců z druhé poloviny 19. století, zdůrazňující buditelský význam dramatického umění na českém venkově.
- V hlavní roli Matyáš (1947), druhá část románu Stříbrná paruka, pro druhé vydání v roce 1947 byly oba romány přepracovány v jeden celek s titulem Stříbrná paruka.
- Severní nádraží (1949, rozšířeno 1958), román zachycující život velkého pražského nádraží za protektorátu s vykreslením nepatetického hrdinství prostých železničářů s jejich láskou k mateřské stanici a s nenávistí k německým okupantům.
- Lazaretní vlak (1950, rozšířeno. 1959), pokračování románu Severní nádraží, odehrávající se ve dnech Pražského povstání.
- Chléb a písně (1952, rozšířeno 1953), román o životě lidového zpěváka Kiliána, spojený s historií českého dělnického hnutí poslední čtvrtiny 19. století a s vylíčením úpadkového příživnického světa českých a německých průmyslníků a bankéřů.
- Hrdinové všedních dnů (1. díl – Život 1953, 2. díl – Dílo 1954), autentické vzpomínky a vyprávění slévačů, textiláků, zámečníků, sklářů, cukrovarských dělníků i sirkařských dělnic o válkách, revolucích, stávkách i o vymírajících řemeslech.
- Tisíc a jedno dobrodružství (1955), čtyři napínavé příběhy, napsané pro mládež, ze života českých lidí v cizině.
- Dědeček automobil (1955), povídka pro mládež s ilustracemi Kamila Lhotáka, věnovaná historii začátků českého automobilismu a jeho průkopníků v mladoboleslavské dílně Laurin & Klement, ve které autor na základě osobních vzpomínek mistrů a dělníků rekonstruuje historii vzniku prvního českého motocyklu a automobilu a popisuje jejich účast na mezinárodních závodech.
- Vandrovali vandrovníci (1956), povídka pro mládež s ilustracemi Cyrila Boudy, dobrodružné a humorné vyprávění dvou českých tovaryšů, kteří se vypravili na vandr do Vídně.
- Strážci majáku (1956), třináct povídek o obětavých lidech, kteří střežili naše kulturní poklady.
- Král železnic (1959), román o životě železničního magnáta Bethela Henryho Strousberga, ve kterém je svět velkého kapitálu postaven do kontrastu s popisem vykořisťování drobných českých lidí.
- Skříňka s líčidly (1960), autorovy vzpomínky na dětství, na rodiče-herce, na herecké společnosti, divadla a počátky českého filmu s ilustracemi Cyrila Boudy.
- Kouzelné zrcadlo (1961), vyprávění o Cyrilu Boudovi.
- Ztráty a nálezy (1961), reportážní povídky z nejrozmanitějších prostředí a pracovišť (nádražní hotel, petrolejová rafinerie, ústav pro léčbu tuberkulózy a jiné).
- Voják revoluce (1962), reportáž o komunistickém poslanci Janu Harusovi.
- Promenáda s jelenem (1963), kniha reportáží o Karlových Varech.
- Vizita (1967), román, zachycující každodenní život v okresní nemocnici a v jednom z přilehlých venkovských zdravotních obvodů. Skládá se ze tří relativně samostatných částí (Anamnéza, Diagnóza a Terapie), které jsou rámovány prologem a epilogem.
- Důvod k zabití (1969), kniha literatury faktu líčící dvanáct případů vražd s cílem odhalit motivaci pachatele.
- Sentimentální průvodce po pražském nábřeží (1970), vzpomínky z autorova mládí a jinošství, situované do oblasti pražského nábřeží mezi železničním a Karlovým mostem. Jde o samostatné vydání první kapitoly později vydané knihy vzpomínek Valčík z Lohengrina.
- Valčík z Lohengrina (1972), autorovy vzpomínky na mládí, na středoškolská studia na pražské obchodní akademii, na práci železničáře a také na to, jak se dostal ke spisovatelské činnosti.
- Dva muži v jedné válce (1979), román z druhé světové války, ve kterém autor proti sobě staví velitele kladenského gestapa Haralda Wiesmanna (řídil vyhlazení Lidic) a dělníka Josefa Pryla, pracovníka komunistického ilegálního hnutí.
- Zlaté stíny (1980), životopisná povídka o operetní zpěvačce a herečce Mařence Zieglerové.
- My od divadla (1983), povídky (životy herců).
- Den v okřídleném domě (1984), reportáž, čtvrtstoletí Ústředního kulturního domu železničářů.
- Zrození velkoměsta (1985), reportáže o Praze s fotografiemi Jana Malého.
- My od filmu (1988), povídka, životní osudy průkopníka českého filmu Jana Kříženeckého.
- Andělské schody (1990), eseje o práci spisovatele a o vzniku knihy.
- Kdo uchová město (1991), bibliofilie, povídka o životě Antonína Langweila, autora papírového modelu historického centra Prahy.
- Živé obrazy (1992), vzpomínky z let 1945–1960.
- Báječní muži na okřídlených ořích (1992), eseje o slavných umělcích.
- Děkovačka bez pugétu (1994), vzpomínky na divadlo z doby mezi koncem habsburské říše a současností.
- Můj přítel Kamil (1998), biografie a vzpomínky na malíře Kamila Lhotáka.
- Pražské promenády (2000), vzpomínky na pražský kulturní a umělecký život na počátku 20. století.
- Slečna Cililink (2001), bibliofilie, nepublikovaná vzpomínka.
- Převleky mého města (2002), vzpomínky, kronika čtvrtě Spořilov, právě za tuto knihu obdržel Branald roku 2003 Cenu Miroslava Ivanova za literaturu faktu.[11]
- Tichý společník (2005), laskavé vzpomínky na významné postavy české umělecké scény

## Filmové adaptace
- Dědeček automobil, český film, režie Alfréd Radok.
- Chléb a písně, český televizní film, režie Antonín Moskalyk.
- Chléb a písně, dvoudílný český televizní film, režie Jaroslav Novotný.
- Pozor, vizita!, český film podle románu Vizita, režie Karel Kachyňa, v hlavní roli Rudolf Hrušínský.
- Sestřičky, český film podle románu Vizita, režie Karel Kachyňa, v hlavní roli Alena Mihulová a Jiřina Jirásková.
- Stříbrná paruka, český televizní seriál, režie Jan Schmidt.